# 生活保護の不正受給
生活保護の不正受給（せいかつほごのふせいじゅきゅう）は、生活保護制度の保護費を正しくないやり方で受給することである。

## 概説
2010年時点における不正受給は、件数ベースで見ると2万5355件で、全体に占める率は1.8%であり、金額ベースで見ると不正受給額は128億7425万円で、全体に占める率は0.38%であった。
同年の内訳としては、「賃金の無申告」が不正の中で約45%を占め最も多く、次いで「年金の無申告」が約25%、「収入を少なく申告したケース」が約10%であった。

## 不正受給の類型

### 所得隠しによる不正受給
所得税の源泉徴収による申告をしない雇用主の下での現金払いによる就労や、友人の名義を借りた不正就労による賃金の受給、日払いの給与支払い、ネットオークション、フリマアプリ、中古リサイクル店への売却金、別れた配偶者からの養育費、慰謝料の受け取り、仕送りの受け取り、質屋からの借入金、世帯主ではない18歳未満の受給者（主に高等学校在学生）のアルバイト収入、生命保険解約返戻金、事故・犯罪被害による賠償金、慰謝料、犯罪被害者給付金、児童扶養手当、公営競技による払戻金、宝くじ・サッカーくじの当選金、株取引、先物取引、外国為替証拠金取引、貸金業者から受け取った過払い金、フードバンク・子ども食堂から貰った食品、折詰弁当、生活必需品（日用品、衣類、寝具など）は本来、生活保護法の規定によって、全て「収入」として福祉事務所に申告するべきものである。
通常はその収入分を減額した金額で保護費が支給される。もっとも、申告した収入が正当な労働による収入である場合の必要経費や、事故・犯罪被害の賠償金、慰謝料、給付金を治療費、通院費、自立更生に当てるなど、生活費に用いる資産ではないことが明らかな場合は、その分を収入認定から控除することができる。ただし、その判断は福祉事務所で行うため、あらゆる収入は申告しなければならない。

### 暴力団などによる不正受給
昭和50年代後半には、全国の被保護者数が150万人に達した。それまでたびたび問題視されてきた暴力団組員による不正受給が発覚した。厚生省社会局は1981年11月17日付けで「生活保護法123号通知」を出した。その後、保護規準の適正化が進んだ。1983年には第二次臨時行政調査会答申を受け、厚生省は、保護を求める世帯の資産や収入を厳しくチェックするよう福祉事務所への指導を強化した。以後10年間で約4割が減った。しかし「適正化」の名のもとに「締め付け」が強化された面もあるとの指摘もある。また、実際には暴力団を辞めていないのに、福祉事務所に虚偽の脱会届を出した上で不正受給を行なったとして、逮捕された例がある。
2010年頃から全国の福祉事務所の一部の窓口に警察官OBや刑務官OBを採用し、暴力団関係者による不正受給や虚偽申請の防止や告発に取り組んでいるが、暴力団関係者や不正申請者以外の正当な申請者に対しても威圧的であったり、申請書を渡さずに追い返すなどの事例があるとして、2012年に日本弁護士連合会が「警察官OBの福祉事務所配置要請の撤回を求める意見書」を厚生労働省に提出している。

### 福祉事務所職員による不正受給（不正支給）
大阪府河内長野市の調査では、市職員が生活保護費を着服していたとみられる問題で、2009年から2011年に渡り、2億6000万円の被害があったとされている。
東京都北区では、生活福祉課相談係の通称「住所不定チーム」に所属して住所不定者を取り扱う40代と、60代職員が、調査時点で各8600万円、1,300万円の生活保護費を、死亡者が生きているように装いまたは転出の事実を隠して不正に支出し、横領していた。

## 各自治体における事例

### 北海道滝川市
2007年、北海道滝川市で生活保護費不正受給事件が発生。暴力団組員による2億円の生活保護費詐取事件であった。不正受給していた元暴力団員の夫婦のみならず、介護タクシー会社の役員が、不正受給に関与していたとして逮捕されている。

### 埼玉県
- 埼玉県草加市に在住していた当時33歳の女性（2011年10月死亡）が、自分の本名の他、親族の名前を多数使い分けることによって、埼玉県の他、東京都の計10市区以上において生活保護費約1,000万円を不正に受給していたことが判明した。自治体のチェックの甘さが改めて指摘されている[17]。

### 東京都
- 2007年、中国残留孤児の「水崎秀子」を騙る中国人が入国し、その親族たちが10年以上にわたり生活保護を受給、あとで本物の水崎さんが見つかった[18][19][20]。「中国残留孤児」とその「親族」については、関係のない中国人の身元を偽って入国させるブローカーが存在する。
- 2013年5月には、東京都新宿区歌舞伎町の韓国人クラブの経営で、少なくとも1億2700万円の売り上げがありながら無収入を装い生活保護を受給していたとして、警視庁は詐欺の疑いで、クラブ経営で韓国籍の女性（54）を逮捕した[21]。
- 同足立区では2014年2月韓国籍の女性による1億を超える不正受給が発覚しているが[22]、足立区は2013年9月から公式サイトで「昨年度足立区において、不正受給と認められた額から返還額を除いた未収入額は、263世帯、1億6,700万円余という莫大な金額に上ります。」「不正受給が後を絶ちません」と訴え、また就労実態把握については「国からの通知により、日没以後の受給者宅への訪問は原則行わないよう規定されていることもあり、許される範囲で就労事実を把握する困難さも指摘されています。」とその困難さを述べている[23]。
- 同足立区では、2015年4月、2年前から行方不明になっている男児を虐待し死亡させたなどとして、警視庁捜査1課はいずれも無職で父親（31）と妻（28）を監禁致死と死体遺棄容疑で逮捕した。約3カ月間、次男（当時3歳）をうさぎ用のかごで監禁。13年3月に口にタオルをまくなどの暴行を加えて窒息死させ、遺体を段ボール箱に入れて同区千住の荒川に捨てたとしている。夫婦には他に未就学児4人も含めて現在6人の子がいた。次男死亡を隠し児童手当や生活保護費計約43万円をだまし取ったとして、詐欺罪容疑でも逮捕されている[24]。

### 大阪府
生活保護受給の要件を満たしているにもかかわらず、自治体の窓口に申請に行くと、他の自治体（日雇い労働者の保護が整備されているとされる大阪市が多い。いわゆる「大阪への片道切符」）に行くことを勧められる事例が、在阪局を中心とした報道で明らかになっている。
- 2010年、大阪市西区に住む中国・福建省出身の姉妹の親族とされる中国人53人が日本への入国直後、大阪市に生活保護の受給を申請した問題が発覚した[26]。法務省大阪入国管理局は大阪市に対し在留資格の再調査を行うよう指示[27]、大阪市は2010年7月22日に「生活保護受給を目的に入国したと判断できる」として、既に支給されていた26人の生活保護を打ち切り、審査中だった2人についても申請を却下した[28]。大阪入管の調査で、入国してから3か月以内に生活保護を申請した中国人のうち8名が、申請書の職業欄に「生活保護」「無職」、扶養者のところに「区役所」と書いていたことが発覚した。元法務省入国管理局警備官の久保一郎は「中国残留邦人は人権がからむので特に審査が甘い。書類が揃っていれば、確認もろくにしないで自動的に許可していたのでしょう」とのコメントを寄せた[29]。
- 大阪府枚方市に住む60代の中国人夫婦が約4100万円の資金を隠し、生活保護費を不正受給していた[30]。外国人が海外資産を申告せず隠していても、日本の役所はそれを調査しきれない。
- 大阪市内の34の医療機関に於いて、入院・通院患者の全てが、生活保護の受給者で占められていたことが、同市の実態調査で発覚している。過剰診療などが行われることによって、生活保護の不正請求が多数行われている疑いが指摘されている[31][32]。
- 同市住吉区に於いては、不動産会社経営者が受給者に架空の引っ越しを持ちかけたり、保護費の不正受給用に実際とは異なる家賃の契約書を作ったりする貧困ビジネスを展開して区から保護費を不正受給し、詐欺容疑で逮捕された[33]。
- 大阪府岸和田市では、43歳の男性が、通院交通費として同市から約438万円を受け取り、これを元に、東京都や福岡県の病院へ、新幹線や航空機を利用して遠距離通院していた事実が発覚している[34]。
- 同高槻市に於いては、市（市役所）の課長が電算システムを不正操作し、多数の生活保護費を支出させ、その保護費が使途不明となる事件があった[35]。
- 同交野市においては、看護助手として勤務していながら、飲食店員で月収が2万7,000円-5万3,000円しかないと虚偽の給与明細書を作成し、生活保護費を同市から騙し取った上、貯め込んだ金で新築一戸建ての家を購入していた女性が、詐欺と有印公文書偽造・同行使の容疑で逮捕された[36]。
- 同大東市においては、ホテルのパート従業員として月12万-13万円の収入がありながら、心臓疾患の診断書を市に提出した上、無収入であるように装って生活保護費を不正受給していた女性が、詐欺容疑で書類送検された。女性の担当のケースワーカーが、女性が勤務先に自転車を止めているのを目撃し、連絡を受けた市生活福祉課の職員らが交代で約2週間に亘り張り込んでいた[37]。
- 大阪府警察曽根崎署刑事課に勤務する40歳代の男性警部補が、同居している元妻が生活保護費を不正受給しているにもかかわらず、これを黙認していたとして、2016年2月25日付で減給10分の1（3ヶ月）の懲戒処分となっていたことが判明[38]。

### 奈良県
- 奈良県橿原市健康増進課の当時53歳の男性課長補佐が、2010年8月に同市在住の60歳代の女性から生活保護に関する相談を受けたが、その後女性の氏名などの個人情報を勝手に使用して生活保護費を騙し取っていたことが判明し、同市は2013年2月28日に詐欺容疑でこの課長補佐を刑事告発するとともに、3月1日付で懲戒免職処分とした[39]。

### 神戸市
2009年度〜2013年度までの間に5080件（約20億5000万円）の不正受給があったことが判明している。うち2013年度は1188件（約3億9500万円）であり、最も多かったのは収入の無申告（526件）であった。2014年には長田区の韓国籍男性が多額の生活保護費を不正に受給していたと報道され、神戸地検により詐欺罪として起訴されている。

### 高松市
2000年、香川県高松市では受給件数が45件にすぎないのに、1億7,200万円の不正支給額があったことが会計検査院の調べで判明した。一つの事業主体で不正受給額が1億5,000万円を超えたのは初めてのことであった。年金や就労収入の未申告などによる。また、暴力団が絡むことも多く、同市では暴力団幹部ら3人が生活保護費をだまし取ろうと、高松市役所に虚偽の住民異動届を提出する事件が起こった。高松北署は、この3人を詐欺の疑いで逮捕したが、この事件は警察側から行政に確認し発覚したもので、香川県県警本部は「全国的にみてもまだ行政側から告発することは少ない」と指摘した。高松市保護課長も「警察と連携し、暴力団だと確認されれば支給しない、というシステムづくりも考えなければならない」「不正受給は詐欺罪。毅然とした態度で臨まなければならない」とのコメントをしている。また、担当職員が半分脅迫されるような形で保護認定したケースもあるという。同年、高松市は生活保護事務庁内検討委員会を設置し、対策にのりだした。

### 徳島県
議員の口利きによる不正受給の事例
徳島県では2013年4月に知人の不動産業者らによる不正受給に関与したとして日本共産党の元県議が業者とともに逮捕され、詐欺罪で起訴された。県議だった当時に不動産業者らと共謀し、実際より安い家賃を記した書類を提出して県から住宅扶助費をだまし取る手口で、起訴分を含め100万円を超える不正受給への関与が疑われている。事件を受け被告は議員を辞職し、日本共産党徳島県委員会は被告を除名処分とした。

### 複数の自治体における事例
東京都三鷹市において生活保護を受けていた女性が、神奈川県川崎市や相模原市など複数の自治体からも、住所不定を装う形で三重に多額の不正受給を行っていたことが、一部メディアの報道により発覚した。

## 対策

### 生活保護法第78条の適用判断
会計検査院の平成22年度決算監査報告は、「収入を得ていた世帯員本人に申告義務を十分に周知していなかったこと」「被保護世帯において、収入申告をしていなかったことについて反省し、収入が未申告であったことが判明した後の調査に協力的であること」などを理由として不正受給の意図はなかったとして、生活保護法第78条（不正受給）を適用することについて十分検討することなく、法第63条（急迫の場合等において資力があるにもかかわらず保護を受けたときの返還）を適用して勤労控除を認定することは、適切とは認められないとして福祉事務所での不正受給の判定及び返還金等の額の算定が適切に行われていないことを指摘した。
また、遡及して受給した年金収入に係る返還対象額から不適切に自立更生費等を控除しているものも指摘している。事業主体である福祉事務所に対して、法第63条又は法第78条を適用する場合の考え方を明確に示し、収入申告がなされていない事態について検討を十分行った上で、法第78条を厳格に適用するよう徹底を図ること（会計検査院法第36条による改善の処置を要求するもの）としている。平成20年度〜22年度にかけて県7、市105、特別区5、計117事業主体を調査したのみで3億6041万余円の不適切な算定処理があった。本来法第78条の不正受給規定を適用すべき事例もそのように取り扱っていない場合が存在し、上記会計監査院調査報告によると少なくとも平成20〜22年度においては、従来公表されている不正受給の件数、金額より本来の実態は大きかった。

### 経緯
これまで、近隣住民からの通報があっても受給者の人権・プライバシー保護や民事不介入を理由に刑事告訴にまで発展するケースはほとんどなく、警察及び検察も立件に消極的だったことが各地方自治体から指摘され、厚生労働省が2011年8月16日に開いた「生活保護制度に関する国と地方の協議」事務会合でも、地方自治体から、司法対応について「現行規定でも不正受給事案を事件化するかどうか、警察当局内で温度差が激しい」「刑事告発に関する統一的基準を示してほしい」という意見が出た。これを受けて、同省は全国統一の告発基準について警察庁との協議を検討するとした。
また、2010年7月に大阪府警は貧困ビジネス業者などの摘発強化に取り組む「不正受給事犯対策本部」を設置し、計52件187人を摘発したと発表。被害総額は約3億5,000万円で、摘発件数の約5割に暴力団関係者が関与しており、受給金は暴力団の資金源になっていたことが明らかになった。
不正受給が発覚した場合に保護が打ち切りにならない場合には、保護を受けつつその費用の中から返還していくが、最低水準とされる保護費からの返済となるため受給者の同意が前提で役所との交渉によって月々の支払額が決まり、完済までに受給者が90歳を超える例があるなど、全額回収は事実上不可能な事例も存在する。また、過去の不正受給などが理由で廃止になったとしても、再申請が阻まれることはない。不正受給が発覚すると他自治体に転居などする事例や「返還に応じないだけで刑事罰を科すのは不可能」なため「逃げ得」のことも多い。